# Солдат (мафія)
Солдат або солдато (італ. soldato) — найнижча ланка в ієрархії злочинної сім'ї в американській та сицилійській мафії. Стати солдатом та відповідно членом сім'ї можна, піднявшись з рівня співучасника. Щоб стати солдатом співучасник має проявити себе і прийняти омерту. Серед солдатів вирізняють також піккіотто, молодого та недосвідченого мафіозі, який зазвичай виконує такі прості завдання, як побиття або пограбування, та не обов'язково є посвяченим.

## Обов'язки

Солдат в структурі мафії

Співучасник може бути переведений до звання солдата лише після періоду перебування «на обліку» з діючим членом сім'ї. Його має підтримати діючий капореджиме (капо або капітан) і він має пройти перевірку особисто босом. Після цього він стає членом команди солдат та співучасників під керівництвом капо. Основним обов'язком солдата є заробляти гроші та віддавати відсоток своєму капо. У більшості випадків солдат ніколи не отримує наказ безпосередньо від боса. Натомість наказ від боса спускається вниз по ієрархії.
Солдати слугують м'язами злочинної сім'ї. Як і співучасник, солдат також здійснює акти залякування, погроз, жорстокості та вбивств. Він зобов'язується підкорюватись наказам капо, в тому числі вбивати заради своєї злочинної сім'ї. Як «посвячений», він пов'язаний Омертою і має віддано служити все своє життя. Хоча солдат займає найнижчу ланку в сім'ї, він має кілька переваг над співучасником. Найважливішою є те, що він вважається недоторканим у кримінальному світі. Якщо інший гангстер хоче вбити солдата, то він має отримати дозвіл від боса, і тільки за грубе порушення законів мафії. А ось співучасник може бути вбитий навіть за особистою примхою солдата. Наприклад, коли співучасник Філадельфійської сім'ї Нікодемо Скарфо (молодший) був важко поранений в ході міжусобної війни в сім'ї, його батько Нікодемо Скарфо вплинув, щоб сина взяли до сім'ї Луккезе, тим самим захистивши його від можливих майбутніх нападів. Вбивати солдатів без дозволу боса заборонено та може призвести до того, що відповідальний за вбивство буде вбитий сам. Єдиний виняток — коли бос сам викликає солдата до себе; це може бути тоді, коли капо попадає в немилість босу і той хоче його смерті.
Солдат несе відповідальність перед всіма членами сім'ї. Він має залишатися вірним мафії все життя та заробляти гроші своїй сім'ї. Щоразу, коли до нього звертається начальник, він зобов'язаний виконувати доручення без застереження. Він також мусить не співпрацювати з владою та відбувати термін ув'язнення без скарг. В обмін на свою відданість солдати отримують повний доступ до захисту з боку злочинної сім'ї, її влади та зв'язків. У випадку якщо солдат відбуває покарання у в'язниці, злочинна організація піклується про його сім'ю та може платити судові збори.
Як і співучасник, солдат зобов'язаний віддати належне капітану за привілей на можливість здійснювати свою діяльність. Проте він не мусить збирати стільки ж грошей зі своїх злочинних починань як співучасник. Солдат має мати достатньо успішні схеми, щоб залишатися у фаворі начальства і уникати відповідальності. Деякі співучасники стають солдатами завдяки своїй користі як бойовики, але і вони мають продемонструвати здатність заробляти гроші. Солдату дадуть прибуткові рекети, якими керуватимуть його начальники, але в той же час, він сам має заробляти гроші.
Не до всіх солдатів однакове ставлення в сім'ї. Солдатів поважають та схвально до них ставляться в залежності від того, скільки грошей вони приносять в сім'ю та на скільки вірними вони є. Син боса, такий як Альфонс Персико з сім'ї Коломбо, був солдатом, але всі, включаючи інші сім'ї, знали, що його готують для важливіших справ. Якщо солдат заробляє великі гроші, то він може підпорядковуватися безпосередньо босу, як це було у випадку з Робертом Дібернардо з сім'ї Гамбіно, коли там босом був Пол Кастеллано. Інші солдати можуть користуватися особливим авторитетом завдяки своїй нещадності, як, наприклад, в 1950-х роках Фелікс Альдерізіо з Чиказької сім'ї.
Інколи солдати просто можуть заробляти достатньо грошей, щоб жити повсякденним життям. Крім рекетів, які їм дає начальство, їх часто залишають виживати, покладаючись на власні сили. На відміну від своїх покровителів, вони не мають «посвячених» під собою, щоб ті збирали для них гроші. Проте у званні солдата їм легше зібрати групу співучасників для організації своєї діяльності. При цьому зазвичай, вони ведуть розкішний і екстравагантний спосіб життя, не економлячи зароблені гроші. Вони також можуть тратити величезні суми на адвокатів в той час, як їхня діяльність обмежена ув'язненням або поліцейським стеженням. Солдати можуть стати мільйонерами завдяки своїм талантам та діловим і політичним зв'язкам сім'ї. Наприклад Джон Бауданза, солдат з сім'ї Луккезе, заробив мільйони доларів, маніпулюючи курсами на ринку цінних паперів. Ральф Скопо з сім'ї Коломбо контролював ключову профспілку в будівництві та був основною фігурою в багатомільйонній схемі рекету, якою спільно керували п'ять сімей. Рекетир та профспілковий діяч Ентоні Анастазіо, солдат сім'ї Мангано, три декади залізною рукою керував бруклінською набережною і заробляв мільйони для мафії.
В залежності від сім'ї, до якої вони належать, солдати також можуть мати «неявну роботу» (отримувати зарплатні чеки, не приходячи на роботу) через проникнення їх сімей в законний бізнес, такий як будівництво, утилізація відходів тощо. Зрештою, сума зароблених грошей сильно відрізняється від солдата до солдата.